# Shangjiahe (köpinghuvudort i Kina, Liaoning Sheng, lat 41,85, long 124,48)
Shangjiahe är en köpinghuvudort i Kina. Den ligger i provinsen Liaoning, i den nordöstra delen av landet, omkring 90 kilometer öster om provinshuvudstaden Shenyang. Antalet invånare är 14 378. Befolkningen består av 6 910 kvinnor och 7 468 män. Barn under 15 år utgör 12,0 %, vuxna 15-64 år 76 %, och äldre över 65 år 10,0 %.
Runt Shangjiahe är det ganska tätbefolkat, med 60 invånare per kvadratkilometer. Närmaste större samhälle är Hongtoushan, 16,2 km norr om Shangjiahe. I omgivningarna runt Shangjiahe växer i huvudsak lövfällande lövskog.
Genomsnittlig årsnederbörd är 1 169 millimeter. Den regnigaste månaden är juli, med i genomsnitt 279 mm nederbörd, och den torraste är januari, med 10 mm nederbörd.